# دیمیتار مانولوف
دیمیتار مانولوف (انگلیسی: Dimitar Manolov؛ 1901 – ۱۹۷۹ (۷۷−۷۸ سال)) بازیکن فوتبال اهل بلغارستان بود.
وی همچنین در تیم ملی فوتبال بلغارستان بازی کرده‌است.